# Sobór Przemienienia Pańskiego w Czernihowie

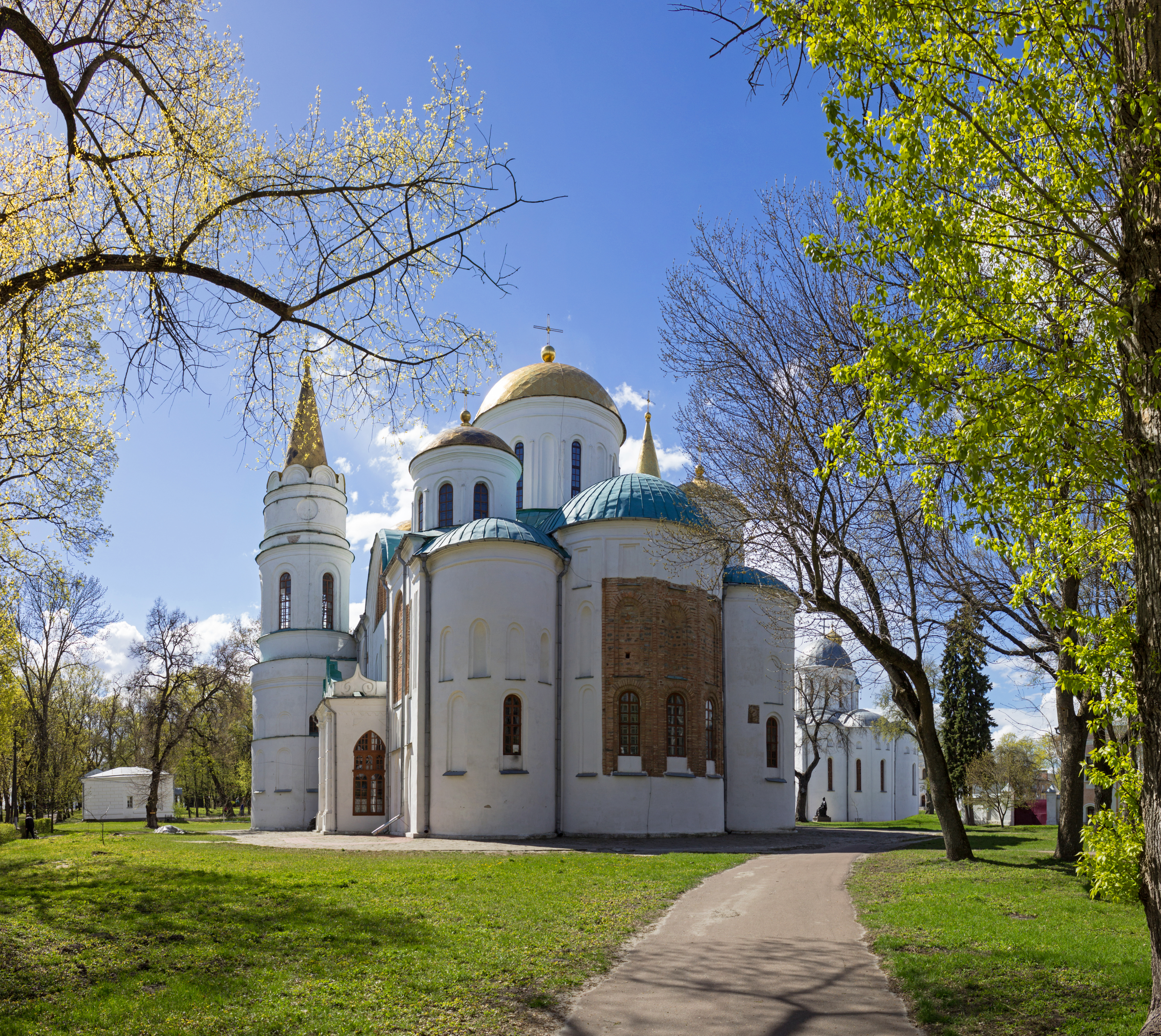
Sobór Spaski w Czernihowie

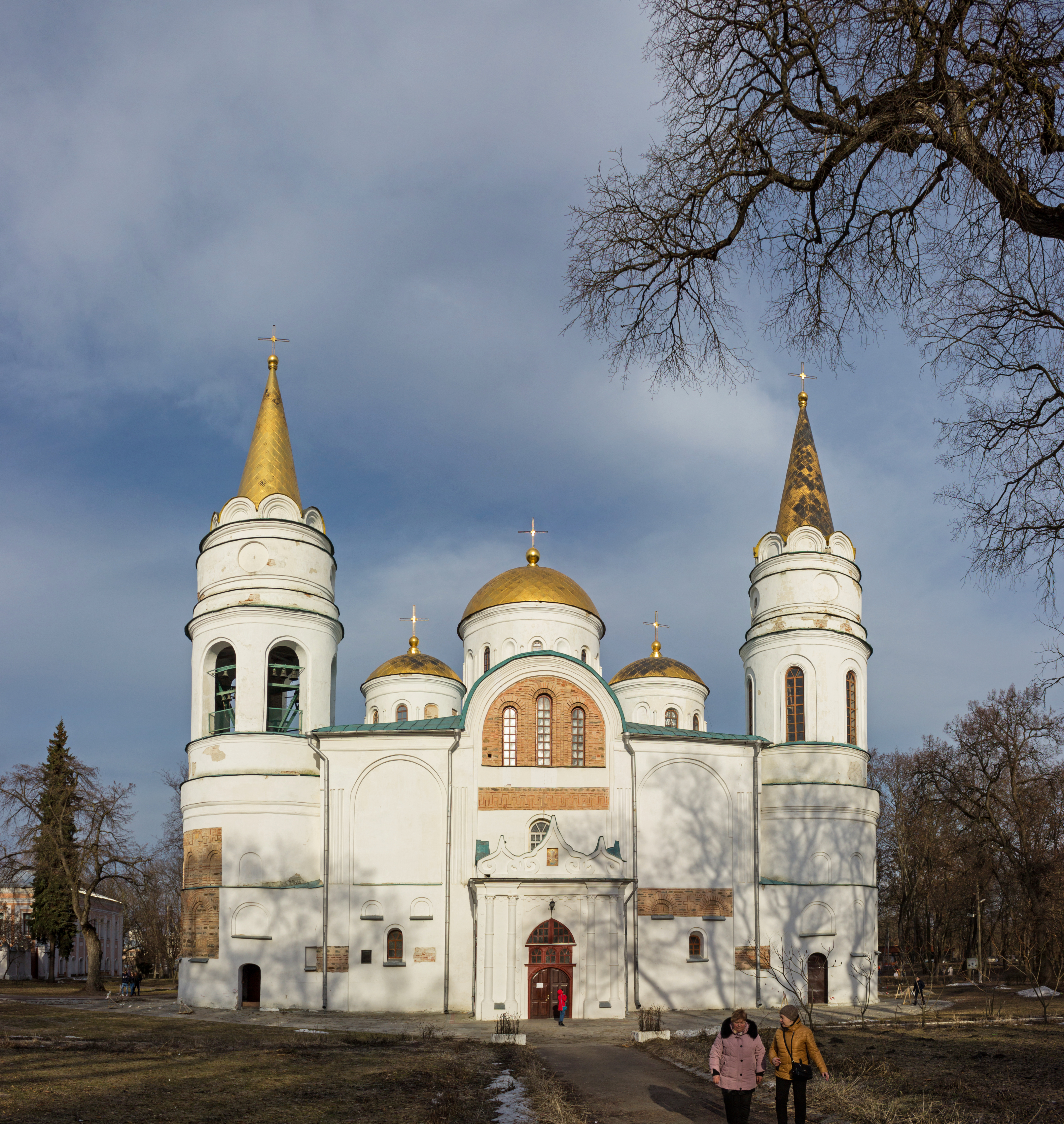
Sobór Spaski w Czernihowie

Sobór Przemienienia Pańskiego lub Katedra Zbawiciela-Przemienienia Pańskiego lub Sobór Spaski (Спасо-Преображенський собор) – pochodzący z XI wieku najstarszy budynek w Czernihowie i jeden z niewielu zachowanych budynków Rusi przedmongolskiej. Znajduje się w Parku Dytyniec w Czernihowie.

## Sobór od XI do XIII wieku
Budowę katedry rozpoczął książę Mścisław Chrobry z Czernihowa, a legenda głosi, że gdy Mścisław zmarł w 1035 lub 1036 r., wysokość murów była równa wzrostowi jeźdźca. Nie jest jasne, kiedy budowa została ukończona. W katedrze pochowano Mścisława. 
Po śmierci księcia kijowskiego Włodzimierza I Wielkiego (Światosławowicza) w 1015 r. rozpoczęły się czasy konfliktów między książętami oraz obce najazdy, w tym wojsk polskich Bolesława Chrobrego. Pokój nastał dopiero po podzieleniu ziem między Jarosława I Mądrego i Mścisława Chrobrego (Wołodymyrowicza). W pierwszych dziesięcioleciach panowania Jarosława nie prowadzono w Kijowie żadnej większej budowy. W przeciwieństwie do tego w Czernihowie, będącym centrum księstwa w którym rządził Mścisław Chrobry, rozpoczęła się budowa ośrodka książęcego. Przypuszczalnie książę pod wieloma względami naśladował swojego ojca Włodzimierza. Będąc jeszcze księciem w Tmutorokanie w 1022 r. Mścisław zbudował cerkiew Bogurodzicy, być może biorąc przykład z cerkwi Bogurodzicy w Kijowie. Podczas ekspedycji naukowej do Tmutorokan w 1952 roku archeolog Borys Rybakow badał pozostałości kamiennej cerkwi, która pod względem technicznym i architektonicznym bardzo przypominała Cerkiew Dziesięcinną w Kijowie. Można zatem przypuszczać, że była to cerkiew Najświętszej Marii Panny, gdyż nie natrafiono na żadne inne kamienne budowle. Czernihów miał stać się godnym centrum ojczyzny Mścisława, przeciwwagą dla Kijowa, nowym centrum politycznym i kulturalnym Rusi Kijowskiej.
Około 1030 r. Mścisław Chrobry rozpoczął budowę Soboru Przemienienia Pańskiego. O jego budowie można dowiedzieć się z wersów kroniki opisującej śmierć Mścisława w 1036 roku: „Mścisław wybrał się na ryby. Zachorował i zmarł. I położyli go w kościele Najświętszego Zbawiciela, bo on sam go położył i za jego czasów jego mury podniosły się na wysokość jeźdźca siedzącego na koniu z podniesioną ręką".
Budowę katedry dokończył syn Jarosława Mądrego, Światosław, który po śmierci Mścisława stał na władcą księstwa czernihowskiego. Architektura cerkwi jest nietypowa, ponieważ łączy w sobie elementy rzymskiej bazyliki z typowym kościołem bizantyjskim. 
Podczas najazdu tatarsko-mongolskiego w 1239 roku zostało zniszczone częściowo sklepienie i zniszczone zostały łaźnie. Sobór Przemienienia Pańskiego stała w centrum zabudowań pałacowych książęcego „miasta stołowego” i była jednocześnie miejscem pochówku książąt czernihowskich.

## Sobór od XVII do XIX wieku
Pierwszą renowację stolicy przeprowadzono z inicjatywy wykształconego w Kaliszu prawosławnego biskupa czernihowskiego Łazara Baranowicza około 1675 roku. 
W 1756 roku sobór spłonął. Pod koniec XVIII wieku wyremontowany i przy okazji przeprowadzono także przebudowę - w południowo-zachodnim narożniku, w miejscu dawnej kaplicy chrzcielnej, zbudowano okrągłą wieżę, symetryczną do lewej średniowiecznej wieży ze schodami na chór. Zgodnie z ówczesną modą na obu wieżach zamiast wcześniejszych półkolistych kopuł wzniesiono wysokie iglice będące obecnie charakterystycznym elementem widoku soboru. W 1818 roku przy portalach zachodnim, północnym i południowym wzniesiono przedsionki. W latach 1795–98 zbudowano ikonostas. 
W 1818 roku w pobliżu portali zachodniego, północnego i południowego wybudowano przedsionki. W XIX wieku pomalowano wnętrze niszcząc częściowo średniowieczne freski.
W 1926 roku sobór zamknięto dla kultu i otworzono dopiero przez Niemców w czasie II wojny światowej.

## Sobór obecnie
Część niegdyś bogatych w złoto i srebro naczyń kościelnych przechowywana jest w Czernihowskim Muzeum Historycznym. Od 1967 roku Sobór Przemienienia Pańskiego jest częścią Narodowego Rezerwatu Architektonicznego i Historycznego „Starożytny Czernihów”.
Nabożeństwa odprawiają duchowni Ukraińskiego Kościoła Prawosławnego (Patriarchatu Moskiewskiego).
Wizerunek Soboru Przemienienia Pańskiego jest wykorzystywany przez browar w Czernihowie jako marka lokalnego napoju alkoholowego.

W grudniu 2023 roku Komitet Ochrony Dziedzictwa Kulturowego UNESCO zatwierdził decyzję o wpisaniu kolejnych pięciu obiektów dziedzictwa kulturowego Ukrainy na Międzynarodową Listę Dóbr Kultury objętych czasową ochroną wzmocnioną. Wśród nich jest Sobór Przemienienia Pańskiego.

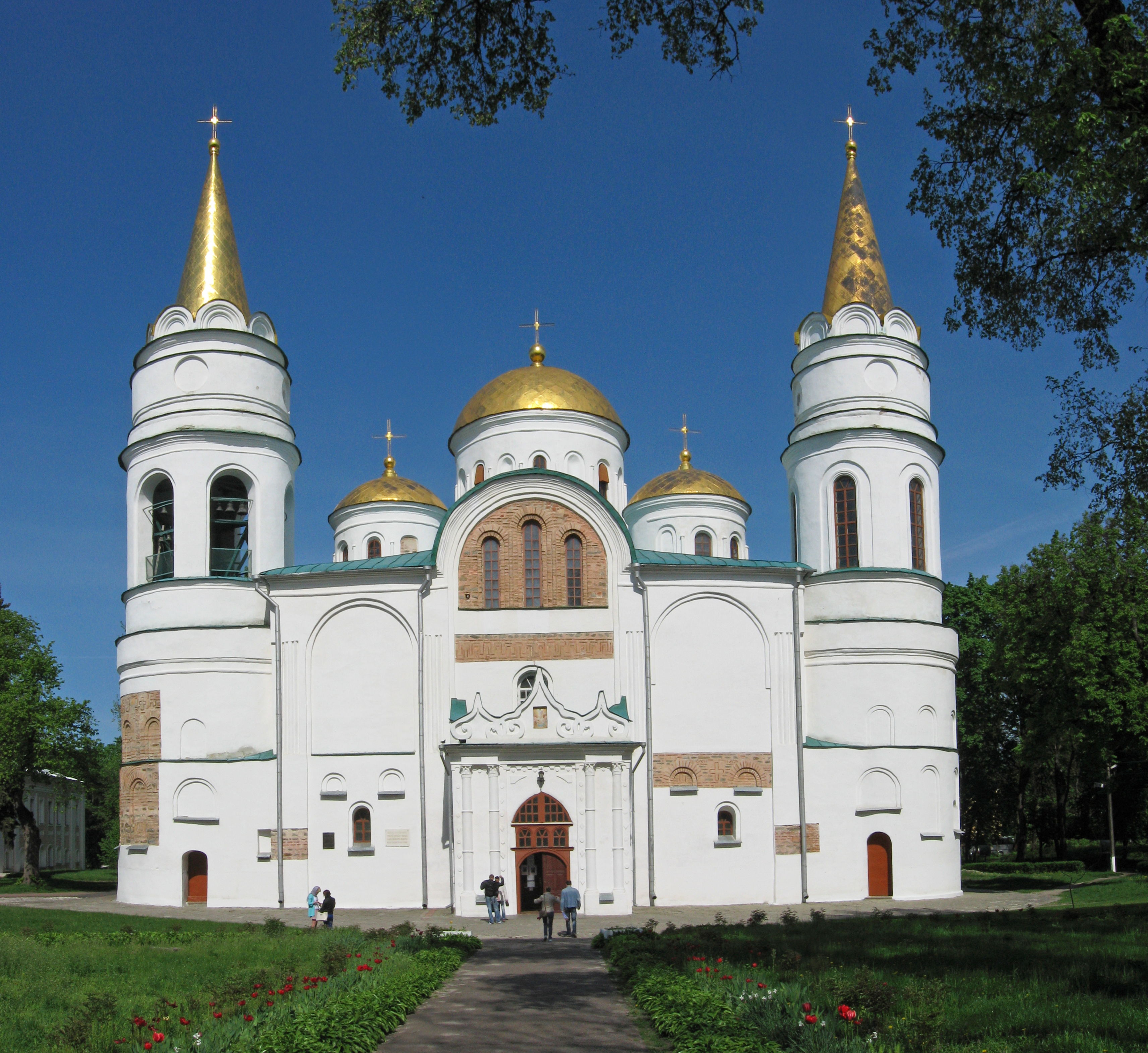
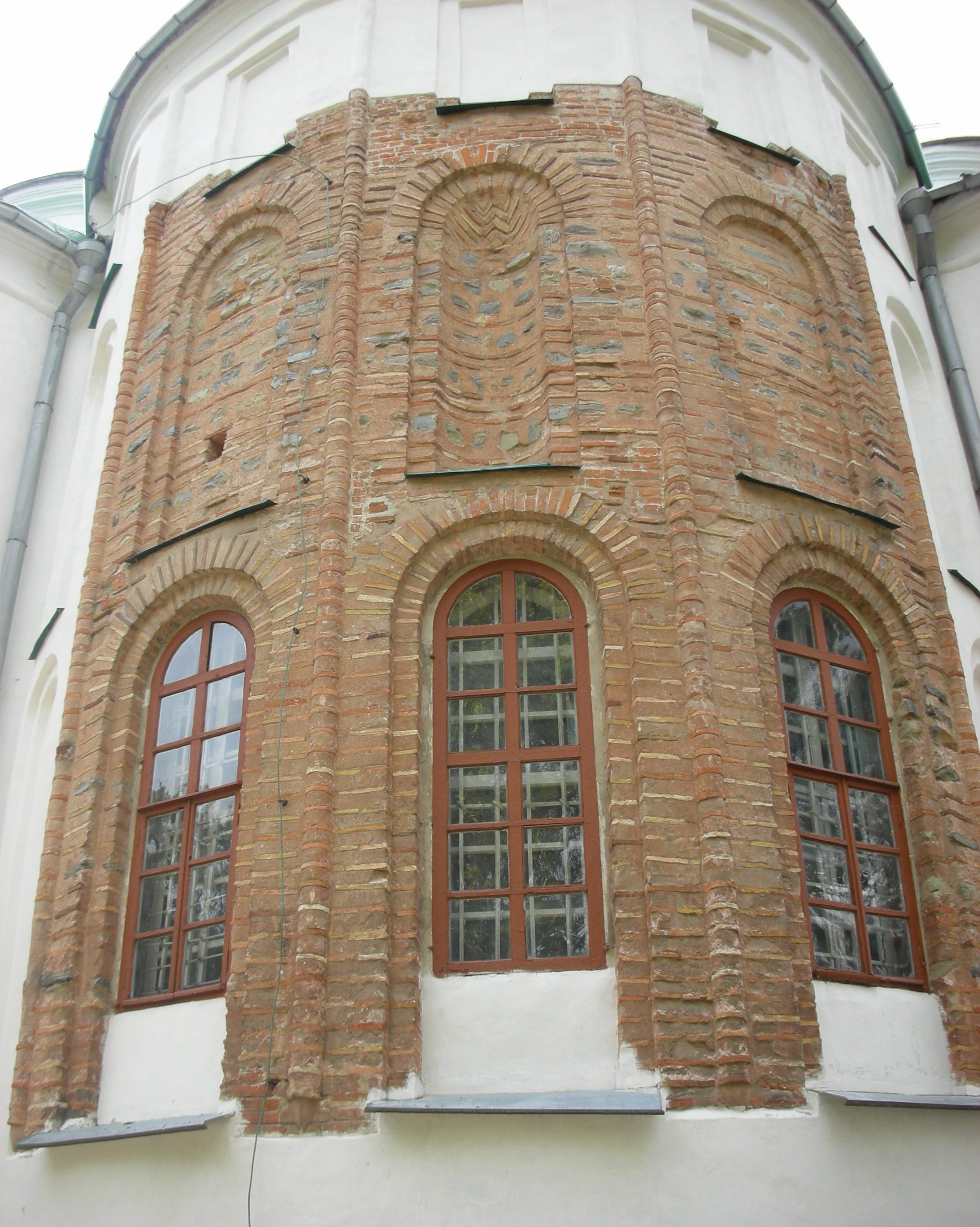
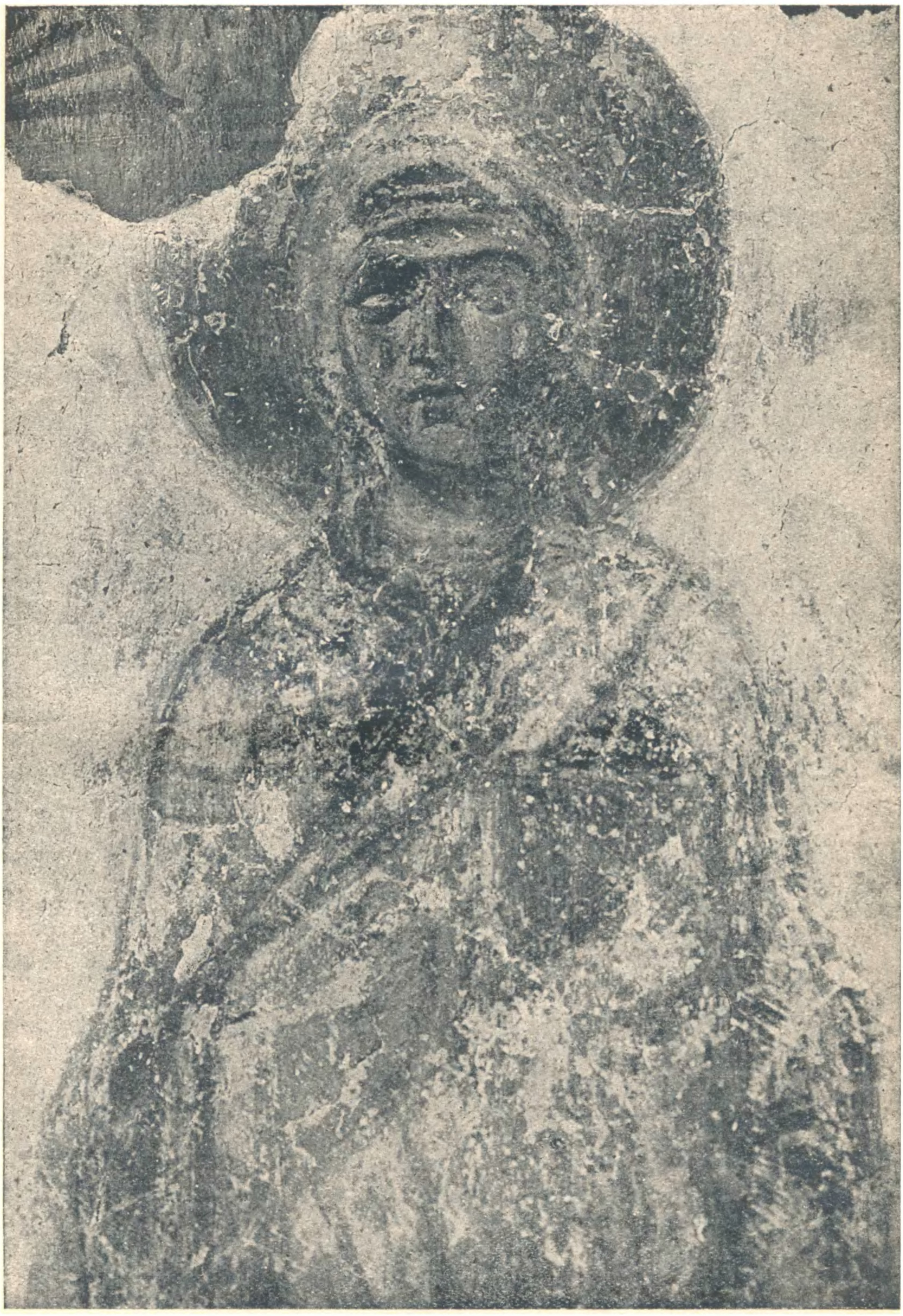
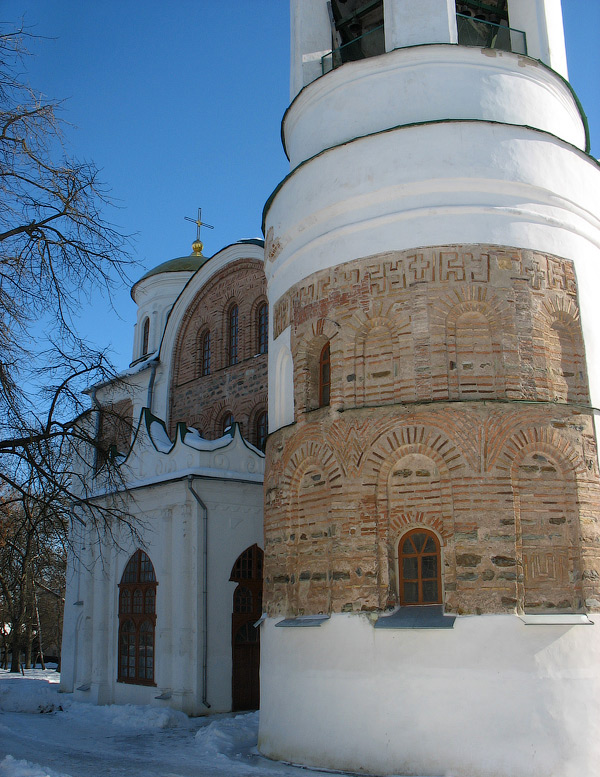
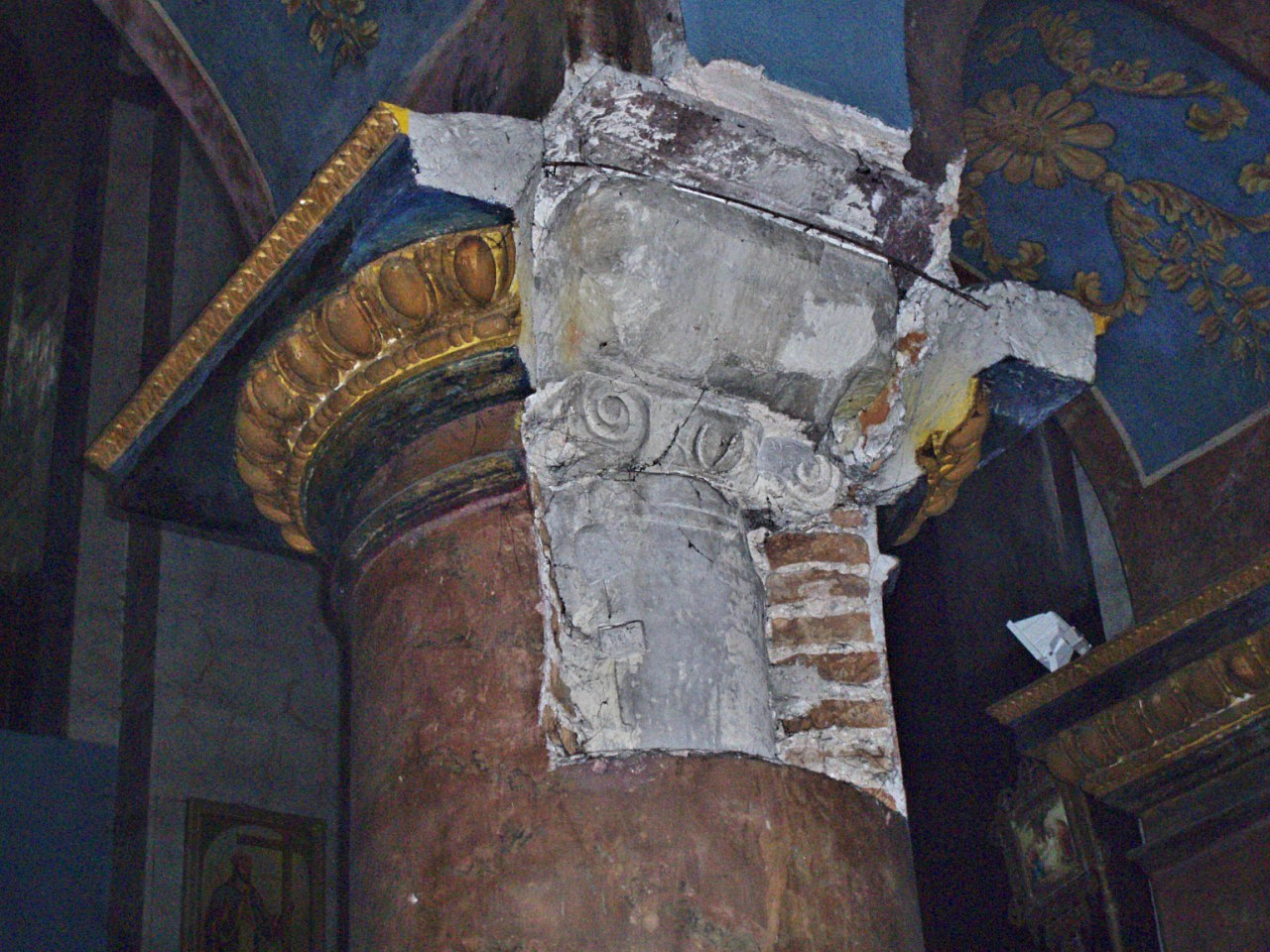
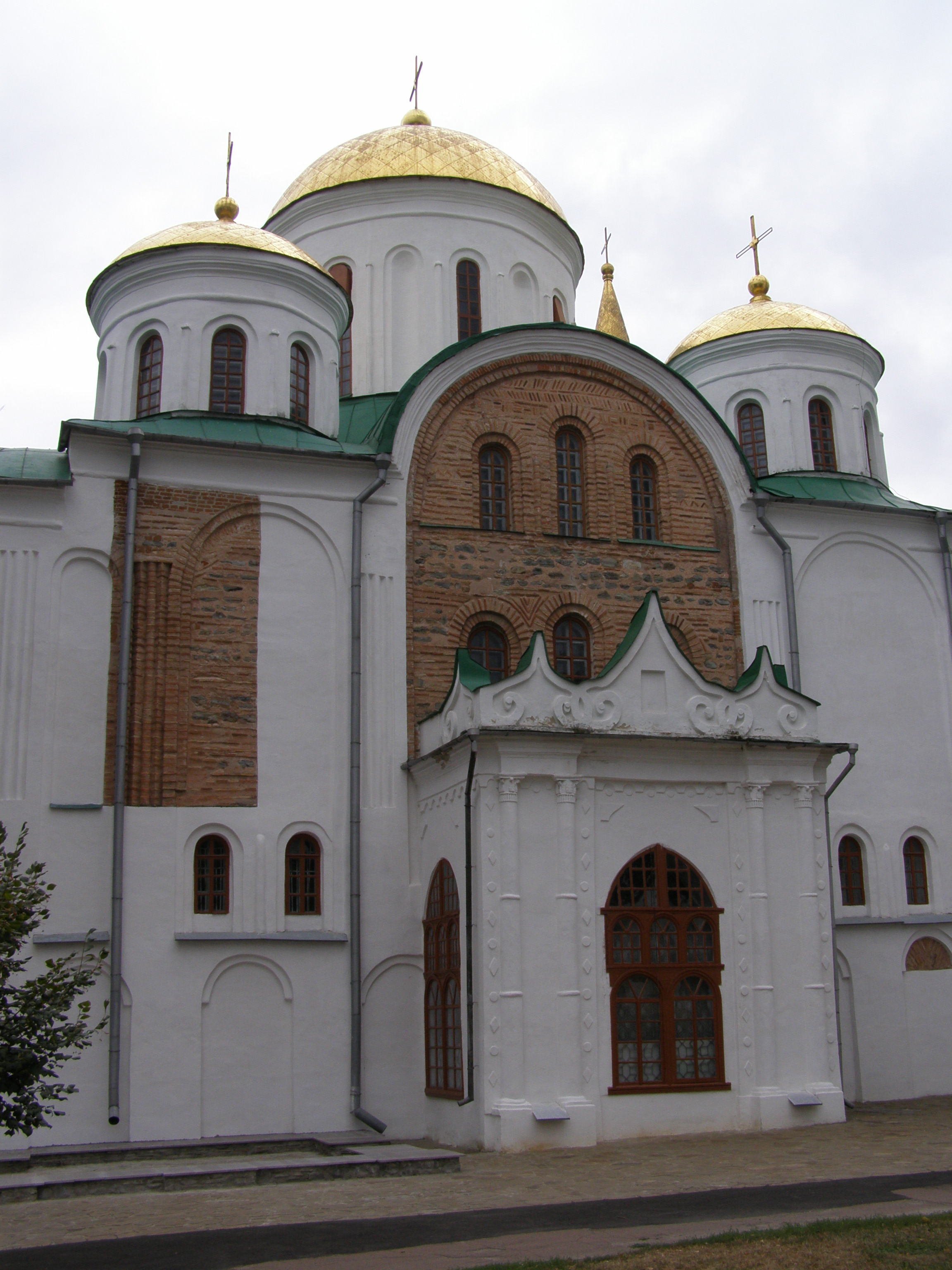
Przedsionek
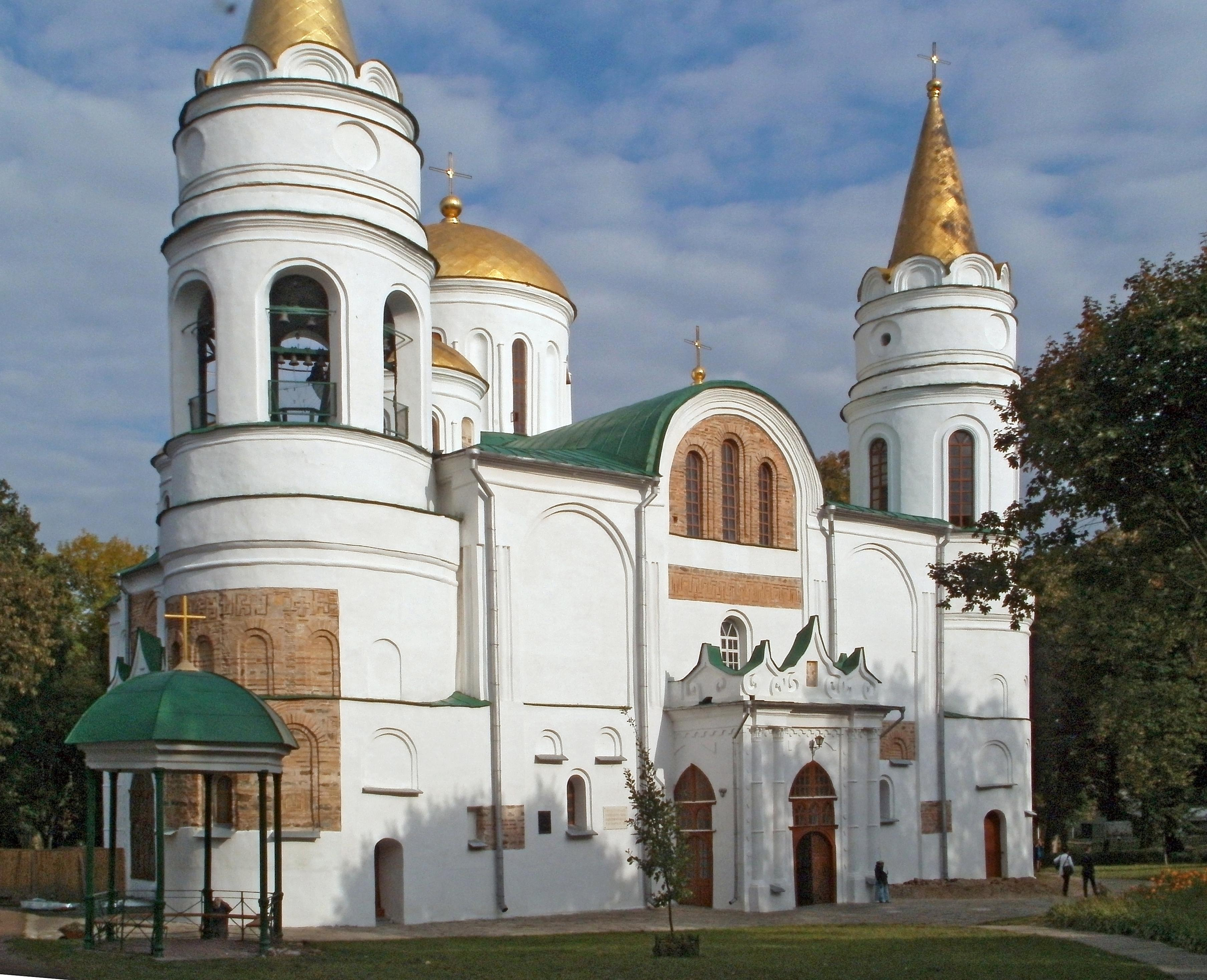
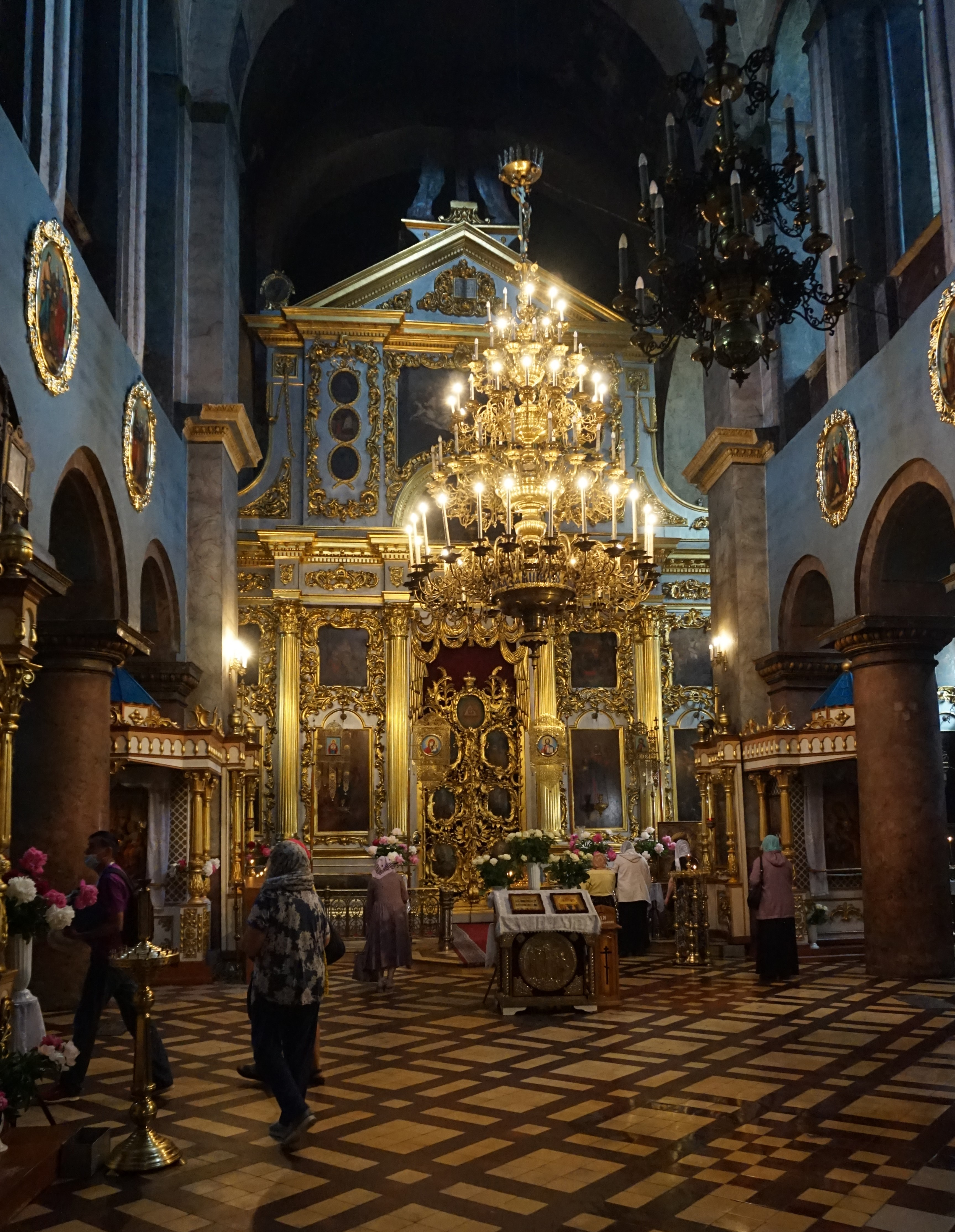